# Setra S 416 UL
De Setra S 416 UL is een bustype dat zowel geschikt is als streekbus als voor tourvervoer.

## Beschrijving
Dit bustype is geproduceerd door de Duitse busfabrikant Setra en is de opvolger van de S 316 UL. De UL in de benaming staat voor Überlandbus, wat weer streekbus betekent. De bus heeft geen verlaagde vloer, waardoor er treden nodig zijn en mindervalide mensen moeilijker de bus in kunnen. Dit type model heeft twee uitvoeringen, de uitvoering met een front voor openbaar vervoer en de uitvoering met een front voor toerisme (GT-versie). In 2013 werd de business van de S 416 UL versie geïntroduceerd, aangeduid als Setra S 416 UL business.

## Inzet
Dit model bus wordt veelal in Duitsland ingezet bij zowel openbaarvervoerbedrijven als touringcarbedrijven. Maar er zijn ook enkele exemplaren geëxporteerd naar onder andere Zweden. In Nederland kwam er een exemplaar voor bij Van Oeveren die de bus inzette op de lijndienst tussen Zierikzee en Ellemeet. Op 22 december 2009 is deze bus echter uitgebrand.
| Bedrijf                 | Aantal    | Series        | Inzet                | Opmerking                      |
| Duitsland               | Duitsland | Duitsland     | Duitsland            | Duitsland                      |
| ----------------------- | --------- | ------------- | -------------------- | ------------------------------ |
| Racktours GmbH & Co. KG | 1         | MKK RT 700    | Tourvervoer          |                                |
| Frankrijk               |           |               |                      |                                |
| CAT                     | ??        | 136           | Calais               |                                |
| Luxemburg               |           |               |                      |                                |
| Autocars Meyers         | 1         | AM5505        | Luxemburg            | GT-versie                      |
| Demy Cars               | 4         | DC9506, ????  | Luxemburg            | GT-versie                      |
| Emilie Frisch           | 2         | EF1217-EF1218 | Luxemburg            |                                |
| Emilie Frisch           | 1         | ER1220        | Luxemburg            |                                |
| Rapide des Ardennes     | 1         | SH1025        | Luxemburg            |                                |
| Ross Tratten            | 1         | SL5026        | Luxemburg            | GT-versie                      |
| Sales-Lentz             | 9         | ??            | Luxemburg            | GT-versie                      |
| Simon Tours             | 1         | ST3024        | Luxemburg            | GT-versie                      |
| Simon Tours             | 1         | ST3055        | Luxemburg            |                                |
| Voyages Bollig          | 1         | VB7760        | Luxemburg            | GT-versie                      |
| Voyages Bollig          | 1         | VB7770        | Luxemburg            | GT-versie                      |
| Voyages Ecker           | 2         | VE2047-VE2048 | Luxemburg            |                                |
| Voyages Emile Weber     | 4         | 534-537       | Luxemburg            | GT-versie                      |
| Voyages Erny Wewer      | 1         | EW2818        | Luxemburg            | GT-versie                      |
| Voyages Koob            | 1         | VK1313        | Luxemburg            | GT-versie                      |
| Voyages Stephany        | 1         | VS3039        | Luxemburg            | GT-versie                      |
| Voyages Stephany        | 1         | VS3056        | Luxemburg            | GT-versie                      |
| Voyages Vandivinit      | 1         | VV2010        | Luxemburg            | GT-versie                      |
| Voyages Vandivinit      | 1         | VV2056        | Luxemburg            | GT-versie                      |
| Voyages Vandivinit      | 1         | VV2062        | Luxemburg            | GT-versie                      |
| Nederland               |           |               |                      |                                |
| UVO                     | 1         | 470           | Tourvervoer          |                                |
| Van Oeveren             | 1         | 84            | Zierikzee - Ellemeet | Op 22 december 2009 uitgebrand |
| Zweden                  |           |               |                      |                                |
| KR Trafik               | 2         | 219, 240      | Jämtlands län        |                                |

## Verwante bustypen

### Hoge vloer
- Setra S 415 H - 12 meteruitvoering (2 assen)
- Setra S 416 H - 13 meteruitvoering (2 assen)
- Setra S 412 UL - 11 meteruitvoering (2 assen)
- Setra S 415 UL - 12 meteruitvoering (2 assen)
- Setra S 417 UL - 14 meteruitvoering (3 assen)
- Setra S 419 UL - 15 meteruitvoering (3 assen)

### Lage vloer
- Setra S 415 LE Business - 12 meteruitvoering (2 assen)
- Setra S 415 NF - 12 meteruitvoering (2 assen)
- Setra S 416 LE Business - 13 meteruitvoering (2 assen)
- Setra S 416 NF - 13 meteruitvoering (2 assen)
- Setra S 418 LE Business - 15 meteruitvoering (3 assen)